# Jolene Chloe Makwegat Tamboue
Jolene Chloe Makwegat Tamboue, née le 11 décembre 1989 est une joueuse de basketball camerounaise, reconnue pour sa carrière universitaire aux États-Unis et sa participation à des compétitions internationales avec l’équipe nationale du Cameroun.

## Biographie
Jolene Tamboue nait au Cameroun et émigre aux États-Unis où elle intègre l’université d’Akron dans l’Ohio pour poursuivre ses études et sa carrière sportive. Jouant au poste d’ailière forte (power forward), elle se distingue au sein de l’équipe des Akron Zips dans la Mid-American Conference (MAC).
De 2009-2010 lors de la saison, elle est nommée Freshman of the Year de la conférence et obtient deux sélections dans la première équipe All-MAC grâce à ses performances, notamment une moyenne de 7,7 rebonds par match et sept double-doubles.
En 2023, elle rejoint l’équipe semi-professionnelle des Greensboro Kaos